# Anouk Aimée
Anouk Aimée (Pariz, 27. travnja 1932. – Pariz, 18. lipnja 2024.) bila je francuska filmska glumica. Od 1947. nastupila je u preko 80 filmova.
Rođena je kao Françoise Sorya Dreyfus u Parizu, kćer glumaca Geneviève Sorya (rođena Durand) i Henrija Murrayja (rođen Dreyfus). 
Filmsku je karijeru započela 1947. u dobi od 14 godina. 1958. glumila je umjetnicu Jeanne Hébuterne u filmu Les Amants de Montparnasse. Kasnije je nastupila u Slatkom životu i 8½ Federica Fellinija i Loli Jacquesa Demyja. 1967. je osvojila Zlatni globus za najbolju glumicu u drami i bila nominirana za Oscar za najbolju glavnu glumicu za ulogu u filmu Jedan čovjek i jedna žena, koja joj je donijela međunarodnu slavu. Bila je nagrađena kao najbolja glumica na Filmskom festivalu u Cannesu 1980. za ulogu u filmu Salto nel vuoto Marca Bellocchia, dok je Michel Piccoli za ulogu u istom filmu bio dobitnik nagrade za najboljeg glumca. Nastupila je i u komediji Festival in Cannes (2001.)
Njen drugi muž (1951. – 1954.) bio je filmski redatelj Nikos Papatakis. Od 1970. do 1978., bila je u braku s britanskim glumcem Albertom Finneyem. Ima jednu kćer (Manuela) iz drugog braka.

## Filmografija
- La Maison sous la mer (1947.)
- Les Amants de Vérone (1949.)
- Golden Salamander (1950.)
- La Bergère et le ramoneur (1952.)
- Le Rideau cramoisi (1952.)
- Les Mauvaises Rencontres (1955.)
- Ich suche Dich (1956.)
- Tous peuvent me tuer (1957.)
- Pot-Bouille (1957.)
- Les Amants de Montparnasse (1957.)
- La tête contre les murs (1958.)
- Les Dragueurs (1958.)
- The Journey (1959.)
- Slatki život (1960.)
- Le Farceur (1960.)
- L'Imprevisto (1961.)
- Sodome et Gomorrhe (1961.)
- Le Jugement dernier (1961.)
- Lola (1961.)
- Les Grands chemins (1962.)
- Le Jour le plus court (1962.)
- 8½ (1962.)
- Il successo (1963.)
- White Voices (1964.)
- Jedan čovjek i jedna žena (1966.)
- Un Soir, un train (1968.)
- Model Shop (1968.)
- Justine (1969.)
- The Appointment (1969.)
- Si c'était à refaire (1976.)
- Mon premier amour (1978.)
- Salto nel vuoto (1979.)
- La Tragedia di un uomo ridicolo (1981.)
- Qu'est-ce qui fait courir David ? (1981.)
- Le Général de l'armée morte (1983.)
- Viva la vie (1983.)
- Success Is the Best Revenge (1984.)
- Un Homme et une femme : vingt ans déjà (1986.)
- La Table tournante (1988.)
- Bethune: The Making of a Hero (1990.)
- Rupture(s) (1993.)
- Les Marmottes (1993.)
- Les Cent et une nuits (1994.)
- Prêt-à-Porter (1994.)
- Dis-moi oui (1995.)
- L'univers de Jacques Demy (1995.)
- Hommes, femmes : mode d'emploi (1996.)
- Riches, belles, etc. (1997.)
- L.A. Without a Map (1998.)
- 1999 Madeleine (1999.)
- Une pour toutes (1999.)
- Festival in Cannes (2001.)
- La Petite prairie aux bouleaux (2002.)
- Ils se marièrent et eurent beaucoup d'enfants (2003.)
- Margot (2006.)
- De particulier à particulier (2006.)
- Holy Money (2008.)
- Paris Connections (2010.)
- Tous les soleils (2011.)
- Mince alors! (2012.)
- The Best Years of a Life (2019.)

## Vanjske poveznice
- Anouk Aimée u internetskoj bazi filmova IMDb-u (engl.)